# Lu Feng
Lu Feng (chiń. upr. 陆锋; ur. 10 grudnia 2003) – chiński zapaśnik walczący w stylu wolnym. Olimpijczyk z Paryża 2024, gdzie zajął ósme miejsce w kategorii 74 kg.
Siódmy na mistrzostwach świata w 2023. Siódmy na igrzysk azjatyckich w 2022. Dziesiąty na mistrzostwach Azji w 2025. 
Drugi na MŚ U-23 w 2024. Mistrz Azji U-23 w 2023 roku.